# Abu-Tàhir Muhàmmad ibn Baqiyya
Abu-Tàhir Muhàmmad ibn Baqiyya, més conegut simplement com a Ibn Baqiyya, fou visir del buwàyhida Izz-ad-Dawla Bakhtiyar. Era d'origen camperol humil, d'Awana (Iraq).
Va organitzar una banda que aprofitant els conflictes de la primera meitat del segle x va controlar el peatge del Tigris a Takrit. Quan el buwàyhida Muïzz-ad-Dawla va conquerir Bagdad va assegurar el subministrament d'aquest sultà a la capital. Va captar l'amistat del visir Abu-l-Fadl al-Abbàs ibn al-Hussayn aix-Xirazí i després del sultà Izz-ad-Dawla Bakhtiyar i el 972 va ser nomenat successor d'aix-Xirazí, probablement sense haver fet res per obtenir aquest càrrec que fins aleshores estava reservat a gent de carrera burocràtica.
Bakhtiyar es va veure sorprès per una revolta de les seves tropes turques i va quedar tancat a Wasit, mentre els rebels dominaven Bagdad i Khuzestan; Àdud-ad-Dawla va convèncer el seu pare Rukn-ad-Dawla, que era el degà de la família buwàyhida i governava al Jibal, de fer una expedició en ajut de Bakhtiyar amb les tropes pròpies i algunes que hi va enviar Rukn-ad-Dawla des de Rayy sota el comandament del seu visir Ibn al-Amid II. Tanmateix, Àdud-ad-Dawla va retardar tant com va poder la intervenció tot esperant que Bakhtiyar estigués a punt de ser derrotat; llavors va actuar, va derrotar els rebels (30 de gener del 975) i va entrar a Bagdad el 31 de gener del 975. Al cap de dos mesos, sota pressió, Bakhtiyar va abdicar (12 de març del 975). Ibn Baqiyya va veure la necessitat d'estar en bons termes amb Àdud-ad-Dawla així com del visir de Rukn-al-Dawla, Abu-l-Fat·h Ibn al-Amid II. Àdud-ad-Dawla va concedir a Ibn Baqiyya la ciutat de Wasit com a iqtà, a més de mantenir-lo en el càrrec de visir de l'Iraq.
Ibn Baqiyya va intentar obtenir la fidelitat absoluta d'unes tropes de Bagdad conegudes com els ayyarun, i el suport del cap semiautonom de la Batiha, Imran ibn Xahin, quasi sempre rebel, i això va fer desconfiar a Àdud-ad-Dawla, al mateix temps que Bakhtiyar pensava que Ibn Baqiyya s'havia venut al seu cosí Àdud-ad-Dawla.
L'actuació d'Àdud-ad-Dawla a Bagdad va molestar tant el seu pare Rukn-ad-Dawla que el va obligar a restablir-hi Bakhtiyar, i encara que Àdud-ad-Dawla va obeir, del disgust que el pare va tenir es va posar malalt i va morir el 16 de setembre del 976.
Després de la mort de Rukn-ad-Dawla, Àdud-ad-Dawla va tornar a l'Iraq (977). Bakhtiyar ja l'esperava; s'havia aliat a Fakhr-ad-Dawla de Rayy, als hamdànides, al cap kurd hassanwàyhida Barkezani i a Imran ibn Xahin, emir de les maresmes del sud d'Iraq (la Batiha), i s'havia avançat cap a Ahwaz, on es van trobar els dos exèrcits. Àdud-ad-Dawla va aconseguir la victòria l'1 de juliol del 977 prop de la ciutat. Bakhtiyar va culpar de la derrota el seu visir i el va fer detenir i encegar. Finalment l'octubre Bakhtiyar va reconèixer la sobirania d'Àdud-ad-Dawla i li va demanar permís per marxar a establir-se a Síria. Bakhtiyar va sortir de la seva capìtal i poc després Àdud-ad-Dawla va entrar a Bagdad, on va trobar Ibn Baqiyya, a qui va fer matar aixafat per elefants (977).